# باشگاه والیبال آلمریا
باشگاه والیبال اونیکاخا آلمریا (به انگلیسی: Unicaja Almería) باشگاه حرفه‌ای والیبال مستقر در آلمریا اسپانیا است. این باشگاه در سال ۱۹۸۶ تأسیس شد. آلمریا با ۹ قهرمانی پرافتخارترین تیم سوپر لیگ والیبال اسپانیا است. آلمریا ۹ قهرمانی در کوپا دل ری و ۵ قهرمانی در سوپر جتم اسپانیا دارد.